# Хатакэяма (род)
Род Хатакэяма (яп. 畠山氏 хатакэяма-си) — японский самурайский род периодов Камакура, Муромати, Сэнгоку и Адзути-Момояма в XII—XVI веках.

## История
Род Хатакэяма вёл своё происхождение от древнего рода Тайра. Его родоначальник считается принц Тайра-но Катамоти. В 1205 году Хатакэяма Сигэясу и его отец Сигэтада были убиты в Камакуре по приказу первого сиккэна Ходзё Токимаса (1138—1215).
Род Хатакэяма был восстановлен в 1205 году представителями рода Асикага, которые вели своё происхождение от императора Сэйва (850—880) и были боковой ветвью рода Минамото.
Асикага Ёсизуми (1175—1210), сын Асикага Ёсиканэ (ок. 1154—1199), получил от сиккэна Ходзё Токимаса разрешение возродить угасший род Хатакэяма. Он женился на дочери Ходзё Токимаса и вдове погибшего Хатакэяма Сигэясу, унаследовав владения рода Хатакэяма в 1205 году.
В период Намбоку-тё (1336—1392) род Хатакэяма был союзником сёгунов из рода Асикага в войне против Южной династии. В награду за верность сёгуны Асикага в конце XIV века пожаловали им должность сюго (военных наместников) в провинциях Ямасиро, Кии, Кавати, Эттю и Ното.
С конца XIV века члены рода Хатакэяма стали назначаться на должность канрэя (первого заместителя сёгуна в Киото). Канэями поочередно назначались главы трёх знатных родов Хосокава, Сиба и Хатакэяма, которые были родственниками правящего дома сёгунов Асикага. Их называли «три канрэйских рода».
Титул канрэя носили Хатакэяма Мотокуни (1398—1405), Хатакэяма Мицуиэ (1410—1412, 1421—1429), Хатакэяма Мотикуни (1442—1445, 1449—1452), Хатакэяма Масанага (1464—1467, 1473, 1478—1486, 1486—1487), Хатакэяма Ёситака (1526).
Около 1450 года произошёл раскол в роде Хатакэяма из-за лидерства. Род потерял должность канрэя, который отошёл к роду Хосокава. Началась борьба за власть в роду между двумя претендентами на лидерство, Хатакэяма Масанага и Хатакэяма Ёсинари. Масанага пользовался поддержкой могущественного канрэя Хосокава Кацумото, а его противника Ёсинари поддерживал сюго Ямана Мотитоё по позвище Содзэн («Красный монах»). Междоусобица в роду Хатакэяма стала одной из причин для начала десятилетней гражданской войны в Японии (1467—1477), вошедшую в историю как «Война годов Онин». Тем не менее, через сто лет род Хатакэяма сохранил еще достаточно сил и влияния, став одним из противников Оды Нобунаги в Киото.

## Видные представители рода
- Хатакэяма Сигэтада (1165—1205)
- Хатакэяма Мотокуни (1352—1406), канрэй (1398—1405)
- Хатакэяма Ёсинари (ок. 1437—1491), соперник Масанага в должности канрэя в 1467 году
- Хатакэяма Масанага (1442—1493), канрэй (1464—1467, 1473, 1478—1486, 1486—1487)
- Хатакэяма Ёситака (1556—1576)
- Хатакэяма Такамаса (1527—1576)
- Хатакэяма Ёсицугу (1552—1585)